# Itamar Ben-Avi
Itamar Ben-Avi (en hébreu : איתמר בן-אב"י ; né le 31 juillet 1882, mort le 8 avril 1943) est le premier locuteur natif en hébreu de l’époque moderne. Il était journaliste et sioniste militant.

## Biographie
Itamar Ben-Avi naît à Jérusalem le 31 juillet 1882 sous le nom de Ben-Zion Ben-Yehuda (בן-ציון בן-יהודה) ;  c'est le fils de Deborah et d’Éliézer Ben-Yehoudah. C’est à lui qu’on attribue la renaissance de l’hébreu. On l’élève en effet, avec sa sœur Dola, afin qu’il soit le premier à parler l’hébreu comme langue maternelle à l’époque moderne. Son père insiste pour qu’on ne lui permette pas d’entendre à la maison une autre langue que l’hébreu. Quand il  est tout jeune, il aurait toujours voulu avoir quelqu’un avec qui jouer, mais ses parents n’acceptaient pas qu’il s’entretienne avec les autres enfants qui se servaient de langues différentes. Il se lie d’amitié avec un chien qu’il appelait Maher ce qui signifie « rapide » en hébreu. Ses trois frères et sœurs meurent lors d’une épidémie de diphtérie et sa mère de la tuberculose en 1891. La famille s’était vu exclure de la communauté ultra-orthodoxe, parce qu’elle utilisait l’hébreu comme langue de tous les jours. La communauté religieuse y voyait un sacrilège parce cette langue était pour elle celle de la Torah et des prières, et qu’il ne fallait pas l’utiliser dans des « bavardages inutiles ».
Après la mort de sa mère en 1891, son père épouse la sœur cadette de celle-ci, Hemda Ben-Yehuda (née Beila Jonas) qui était écrivaine, de sorte que la tante d’Itamar devient sa belle-mère. Après la mort de sa mère, il change son nom pour Itamar, car c’est ainsi que ses parents auraient voulu l’appeler à l’origine. Ce nom Itamar, qui signifie « île des dattes », dérive du mot hébreu tamar (« datte » ou « palmier »), qui est un symbole du sionisme. Comme nom de famille, il utilise Ben-Avi. Avi (אב"י) est un acronyme d’Éliézer Ben Yehoudah (tel qu’il est écrit en hébreu) et signifie également « mon père », donc Ben-Avi signifie « le fils de mon père ».
À l’âge de 19 ans, il s’embarque pour l’Europe et étudie dans des universités à Paris et à Berlin. En 1908 il revient en Palestine comme journaliste, se joignant à son père dans la conception et la rédaction de journaux en hébreu.
Il épouse Leah Abushedid (1889-1982), née à Jérusalem dans une riche famille juive marocaine. Il l’avait rencontrée alors qu’il avait 23 ans et elle 16. En raison de sa mauvaise situation financière, de ses origines ashkénazes et de leur différence d’âge, les parents d’Abushedid n’approuvaient pas leur mariage. Espérant les convaincre, il publie dans HaOr des poèmes célébrant son amour pour elle. Au bout de trois ans, lorsqu’il publie un poème sur le suicide, ils cèdent et acceptent le mariage. Il faut deux ans pour négocier le contrat de mariage, qui a lieu en 1914. Il a trois filles : Dror-Eilat (1917-1921), Drora (1922-1981) et Rina (1925-2016). Les deux dernières deviennent animatrices de radio. Drora est la mère du journaliste Gil Hovav.
En 1919, il fonde un quotidien hébreu appelé Doar HaYom et le dirige jusqu’en 1929. Par ailleurs, il est militant sioniste et responsable de Bnei Binyamin et du Fonds national juif. Il sert d’émissaire au Fonds national juif dans divers pays. Il joue également un rôle dans la fondation de Netanya.
En 1939, voyant que sa situation financière se détériore et qu’il a besoin d’un revenu régulier, il quitte sa famille pour les États-Unis où il occupe un poste de représentant du Fonds national juif à New York. Il y meurt en 1943, âgé de 60 ans, cinq ans avant la création d’Israël. En 1947, son corps est ramené en Palestine et enterré sur le Mont des Oliviers à Jérusalem.